# Twicecoaster: Lane 1
Albums de Twice
Page Two
(2016)
Singles
1. TT
Sortie : 24 octobre 2016

Twicecoaster: Lane 1 (stylisé TWICEcoaster : LANE 1 ou TWICEcoaster:LANE1) est le troisième mini-album (EP) du girl group sud-coréen Twice. L'album est sorti numériquement et physiquement le 24 octobre 2016 sous JYP Entertainment et distribué par KT Music. Il contient sept titres, incluant le titre principal, "TT" produit par Black Eyed Pilseung qui ont aussi composés leurs précédents titres à succès "Like OOH-AHH" et "Cheer Up".

## Contexte et sortie
Le 10 octobre 2016, JYP Entertainment a mis en ligne l'horaire de sortie pour le troisième mini-album des Twice via leur site officiel et les réseaux sociaux, montrant que les promotions du groupe commenceront le 10 octobre jusqu'à la sortie de l'album le 24 octobre,. Cela a été suivie par la mise en ligne d'une vidéo d'introduction, la liste des titres et des photos teasers du groupe et de l'album les jours qui suivent,,. Les deux versions de l'album, abricot et néon magenta, représentes les couleurs officielles de Twice que le groupe a annoncé le 23 septembre 2016,. Les 17, 18, et 19 octobre, des teasers vidéos sous format de film ont été mis en ligne à minuit pour chaque membre. Le premier teaser vidéo pour le clip vidéo du titre principal a été mis en ligne le 20 octobre, où l'on y aperçoit un jeune garçon et une jeune fille en costume d'Halloween,,.
Afin de célébrer le premier anniversaire du groupe depuis ses débuts, les Twice ont dévoilé l'un des titres de leur prochain EP "One in a Million", la chanson et dédicacée pour leurs fans, via une retransmission en direct nommée TWICE 1st Anniversary V sur l'application "V" de Naver le 20 octobre à 22:30 en heure coréenne. La transmission a été suivie par le second teaser vidéo de "TT" à minuit,,. Le 22 octobre, il a été révélé que le CD de l'album à neuf versions différentes pour chacune des filles. Le jour suivant, le groupe a mis en ligne une vidéo présentant des extraits de chaque piste de l'album, et les crédits des producteurs et des auteurs-compositeurs. Des teasers images de la chorégraphie de "TT" ont aussi été mis en ligne sur le site officiel. L'album est officiellement publié le jour suivant. Il est aussi sorti en téléchargement numérique sur les sites musicaux,,.

## Clip vidéo
Le clip vidéo du titre principal "TT" fut dirigé par Naive, la même équipe de production se trouvant derrière la réalisation des clips vidéos de "Like OOH-AHH" et "Cheer Up" de Twice. Le clip a obtenu plus de 5 millions de vues sur YouTube en moins de 24 heures après sa sortie et a décroche un nouveau record en moins de 40 heures, faisaient de lui le clip vidéo d'un groupe de K-pop ayant obtenu les 10 millions de vues le plus rapidement. Il décrocha également le même record pour les 20 millions en 114 heures (4 jours et 18 heures),,,.
Dans le clip vidéo, les membres y montrent différentes personnalités et personnages connus par des cosplays sur le thème d'Halloween : Jeongyeon et Momo représentent respectivement Pinocchio et la Fée Clochette. Dahyun est le Lapin Blanc des Aventures d'Alice au pays des merveilles tandis que Sana est Hit-Girl de la série de comics Kick-Ass. Chaeyoung est une sirène et Nayeon est un démon mignon. Mina est une femme pirate représentant la série de films Pirates des Caraïbes. Jihyo et Tzuyu ont des concepts contrastés; Jihyo est Elsa de La Reine des neiges dans une longue robe blanche tandis que Tzuyu est une vampire mystérieuse portant une robe transparente noir,,.

## Promotion
Twice a tenu un showcase pour la sortie de son nouvel mini-album le 24 octobre 2016 au Blue Square situé à Séoul, en Corée du Sud. Elles y ont interprété les titres de leurs précédents albums : "Like OOH-AHH", "Do It Again", "Precious Love", "Cheer Up" et "Candy Boy". Mais aussi  "One in a Million", "Jelly Jelly" et "TT", titres ayant été interprétés pour la toute première fois, via une retransmission en direct sur l'application "V" de Naver,.
Le 27 octobre 2016, le groupe a marqué son retour sur scène au M! Countdown qui s'est déroulé à Jéju. L'événement a rassemblé 10 000 fans locaux et internationaux et a été diffusé dans 13 pays. Il a été marqué par leurs performances suivantes le 28 octobre au Music Bank, le 29 au Show! Music Core, et le 1er novembre elles remportent leur premier trophée sur un programme de classement musical pour "TT" au The Show. Le groupe a également été présent au Show Champion, la première fois depuis ses débuts. Leur dernière performance sur scène considérée comme un retour sur scène était le 6 novembre à l'Inkigayo. Pour chacun de ces programmes les filles y ont interprété leurs nouvelles chansons "1 to 10" et "TT",,,,.

## Performance commerciale
Le 31 octobre 2016, il a été reporté que Twicecoaster: Lane 1 a été vendu à plus de 165 000 exemplaires sur Gaon en moins d'une semaine après sa sortie, faisaient de lui l'album le plus vendu de l'année pour un girl group de K-pop. Il dépassa les cinq mois de ventes du précédent album du groupe Page Two en seulement sept jours,.
Le mini-album entra à la troisième place du classement mondial d'album du Billboard tandis que le titre-phare "TT" entra à la seconde place du classement mondial de titre numérique,.

## Liste des pistes
| 1.    | TT               | Sam Lewis                  | Black Eyed Pilseung                                           | 3:34 |
| 2.    | 1 to 10          | Chloe, Noday               | Noday, Chloe                                                  | 2:56 |
| 3.    | Ponytail         | Lee Sin-seong, ZigZag Note | ZigZag Note                                                   | 3:27 |
| 4.    | Jelly Jelly      | Joul                       | east4A, Ashley Mounts, Kim Hee-deok                           | 3:32 |
| 5.    | Pit-A-Pat        | Yorkie, Kang Ji-won        | Kang Ji-won, Im Kwang-uk                                      | 3:27 |
| 6.    | Next Page        | Maeel                      | Joe J. Lee "Kairos"                                           | 2:57 |
| 7.    | One in a Million | mr.cho                     | Sebastian Thott, Didrik Thott, Andreas Öberg, Danielle Senior | 2:55 |
| 22:48 |                  |                            |                                                               |      |

## Certifications
| Pays    | Date | Certification | vente    |
| ------- | ---- | ------------- | -------- |
| Mondial | 2016 |               | 100.000+ |

## Historique de sortie
| Pays                  | Date            | Format(s)                 | Distributeur                |
| --------------------- | --------------- | ------------------------- | --------------------------- |
| Corée du Sud, Mondial | 24 octobre 2016 | Téléchargement numérique, | JYP Entertainment, KT Music |
| Corée du Sud          | 24 octobre 2016 | CD                        | JYP Entertainment, KT Music |